# 오후지촌 (시즈오카현)
오후지촌(일본어: 大藤村)은 일본 시즈오카현의 서부, 도요타군・이와타군에 속했던 촌이다. 
도메이 자동차도 이와타 나들목의 북방, 이마노우라강 유역에 해당한다.

## 역사
- 1889년 4월 1일 - 정촌제 시행에 의해 도요다군 오후지촌이 성립하였다.
- 1896년 4월 1일 - 군 개편에 의해 이와타군으로 변경되었다.
- 1955년 1월 1일 - 이와타시에 편입해, 동일 오후지촌은 폐지되었다.

## 참고문헌
- 角川日本地名大辞典 22 静岡県